# Liceo scientifico statale Ulisse Dini
Il liceo scientifico statale "Ulisse Dini" di Pisa, dedicato all'omonimo matematico pisano, è un liceo scientifico tra i migliori e più antichi d'Italia, nato con la riforma Gentile del 1923. Nel 2016 ha ottenuto un indice FGA di 96.48/100 su Eduscopio.it e nel 2017 di 95.53/100 aggiudicandosi il titolo di secondo miglior liceo scientifico d'Italia. Nel 2019/2020 ha ottenuto un indice FGA di circa 90/100. Secondo il report Eduscopio dell'edizione 2022-2023 il voto medio di maturità ottenuto dagli studenti si attesta all'80,9 e la percentuale di immatricolazione all'Università degli Studi di Pisa (scelta dall'87,1%) è dell'87% (considerando inoltre il superamento del primo anno). Il numero medio di diplomati annuali è di 206 studenti.

## Istruzione e aree disciplinari post-diploma[2]
| Aree disciplinari più gettonate dai diplomati | Percentuale |
| --------------------------------------------- | ----------- |
| Tecnica                                       | 34,7%       |
| Scientifica                                   | 26,0%       |
| Economico-statistica                          | 12,9%       |
| Umanistica                                    | 6,8%        |
| Medica                                        | 6,6%        |
| Giuridico-politica                            | 6,3%        |
| Sociale                                       | 3,1%        |
| Sanitaria                                     | 2,9%        |
| Scienze motorie                               | 0,7%        |

## Storia
Il liceo nacque come "Regio liceo scientifico di Pisa" nel 1923, tale uno dei 37 licei scientifici istituiti, uno per provincia, dalla riforma Gentile.
Si trova nella storica sede al numero 36 di via Benedetto Croce, di fianco all'Istituto tecnico economico Pacinotti.